# Adobe Photoshop
Adobe Photoshop är ett populärt och professionellt bildbehandlingsprogram som används av miljontals fotografer, designers, grafiker och hobbyanvändare. 
Photoshop skapar och redigerar i huvudsak rastergrafik och klarar av många olika bildformat. En av Photoshops stora fördelar är "lager". Med hjälp av lager kan man ha olika delar av en bild på separata lager så man på så vis kan redigera delar av bilden utan att övriga delar av bilden berörs. Säg att du skapar en kaffekopp som står på ett bord exempelvis, då kan man skapa bordet på ett lager och kaffekoppen på ett annat. På så vis kan man ändra färgen och justera kaffekoppen utan att bordet berörs av justeringarna.
Sedan 2011 är Adobe Photoshop en del av Adobe Creative Cloud, vilket är en tjänst som tillhandahåller alla Adobes programvaror och även en del molntjänster.

## Photoshop Elements
Det finns även en enklare version av Photoshop till ett avsevärt lägre pris, som heter Photoshop Elements, vilket är en nedbantad version av det vanliga "Photoshop" med mindre avancerade funktioner.

## Historik
Photoshop 1.0 introducerades i februari 1990 och byggde på programmet Display som skapades 1987 av Thomas Knoll och brodern John Knoll. Adobe Photoshop CC var tidigare en del av Adobe Creative Suite. 